# NGC 1266
NGC 1266 је лентикуларна галаксија у сазвежђу Еридан која се налази на NGC листи објеката дубоког неба.
Деклинација објекта је - 2° 25' 36" а ректасцензија 3h 16m 0,7s. Привидна величина (магнитуда) објекта NGC 1266 износи 13,0 а фотографска магнитуда 14,0. NGC 1266 је још познат и под ознакама MCG -1-9-23, IRAS 03134-0236, PGC 12131.